# Fannia fulgida
Fannia fulgida är en tvåvingeart som beskrevs av Nishida 1976. Fannia fulgida ingår i släktet Fannia och familjen takdansflugor. Inga underarter finns listade i Catalogue of Life.